# Doroteu (metge segle II aC)
Doroteu (en llatí Dorotheus, en grec antic Δωπόθεος) va ser un metge grec que va escriure l'obre titulada Ὑπομνήματα (Commentarii) mencionada per Flegó, que no es conserva. Va viure probablement al segle ii aC. Podria ser la mateixa persona de nom Doroteu que Plini esmenta com a metge nadiu d'Atenes. Galè menciona dues vegades un Doroteu Heli (Helios) que també podria ser el mateix.